# Sinbraquifalangismo
El sinbraquifalangismo, acrocefalosindactilia o síndrome de Apert, es un desorden autosómico dominante, cuyo defecto se produce por una mutación espontánea, que afecta al receptor del factor de crecimiento de los fibroblastos. Es una enfermedad genética en la cual las suturas entre los huesos del cráneo se cierran más temprano de lo normal. Esto afecta la forma de la cabeza y la cara. Los niños con el sinbraquifalangismo  a menudo también tienen deformidades en las manos y en los pies.

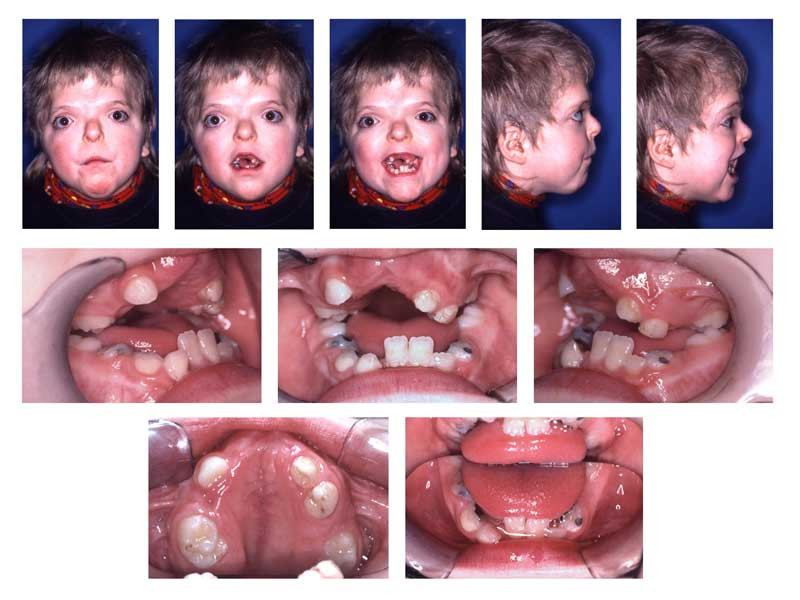

El sinbraquifalangismo  está caracterizado por  craneosinostosis  (cierre  prematuro  de  las  suturas  craneales), sindactilia simétrica de manos y pies y malformaciones en la línea media facial; se puede presentar coeficiente intelectual bajo o normal. La craneosinostosis frontlambdoidea es la más comúnmente encontrada en los pacientes con sinbraquifalangismo , lo que produce un acortamiento asimétrico anteroposterior del cráneo y limita el crecimiento y desarrollo.
Es uno de  cinco  síndromes  de  craneosistosis  asociados  a  mutaciones  simples  en  el  gen  que  codifica  el  receptor  para  el  Factor  de  Crecimiento  de  Fibroblastos  (FGF-R2),  en  el  cromosoma  10q26. Los hijos de padres con sinbraquifalangismo  tienen un 50% de posibilidades de heredar la enfermedad.
El sinbraquifalangismo  representa el 5% de todos los síndromes de craneosinostosis y muestra una prevalencia de 1 en 60 000 nacidos vivos. El incremento de la edad paterna ha sido asociado con casos  esporádicos. 

## Causas y síntomas
El sinbraquifalangismo puede transmitirse de padres a hijos (hereditario) como un rasgo autosómico dominante, es decir, sólo uno de los padres necesita transmitir el gen defectuoso a un niño para que desarrolle la enfermedad. La mayoría de los casos ocurren sin antecedentes familiares conocidos.
El sinbraquifalangismo es causado por uno de dos cambios en el gen FGF-R2. Esta anomalía genética hace que algunas costuras óseas del cráneo se cierren prematuramente, conocido como craneosinostosis.
Los síntomas incluyen:
- Cierre prematuro de las suturas entre los huesos del cráneo, que se manifiesta por la formación de crestas a lo largo de las suturas.
- Frecuentes infecciones de oído.
- Hay una fusión o unión notable del segundo, tercer y cuarto dedo de la mano, a menudo llamado "manopla".
- Pérdida progresiva de la audición.
- Las fontanelas del cráneo del bebé son más grandes o se cierran más tarde.
- El desarrollo intelectual puede ser lento (varía según la persona).
- Ojos saltones o abultados.
- Hipoplasia severa de la parte media de la cara.
- Anomalías esqueléticas en las extremidades.
- Baja estatura.
- Unión de los dedos del pie.

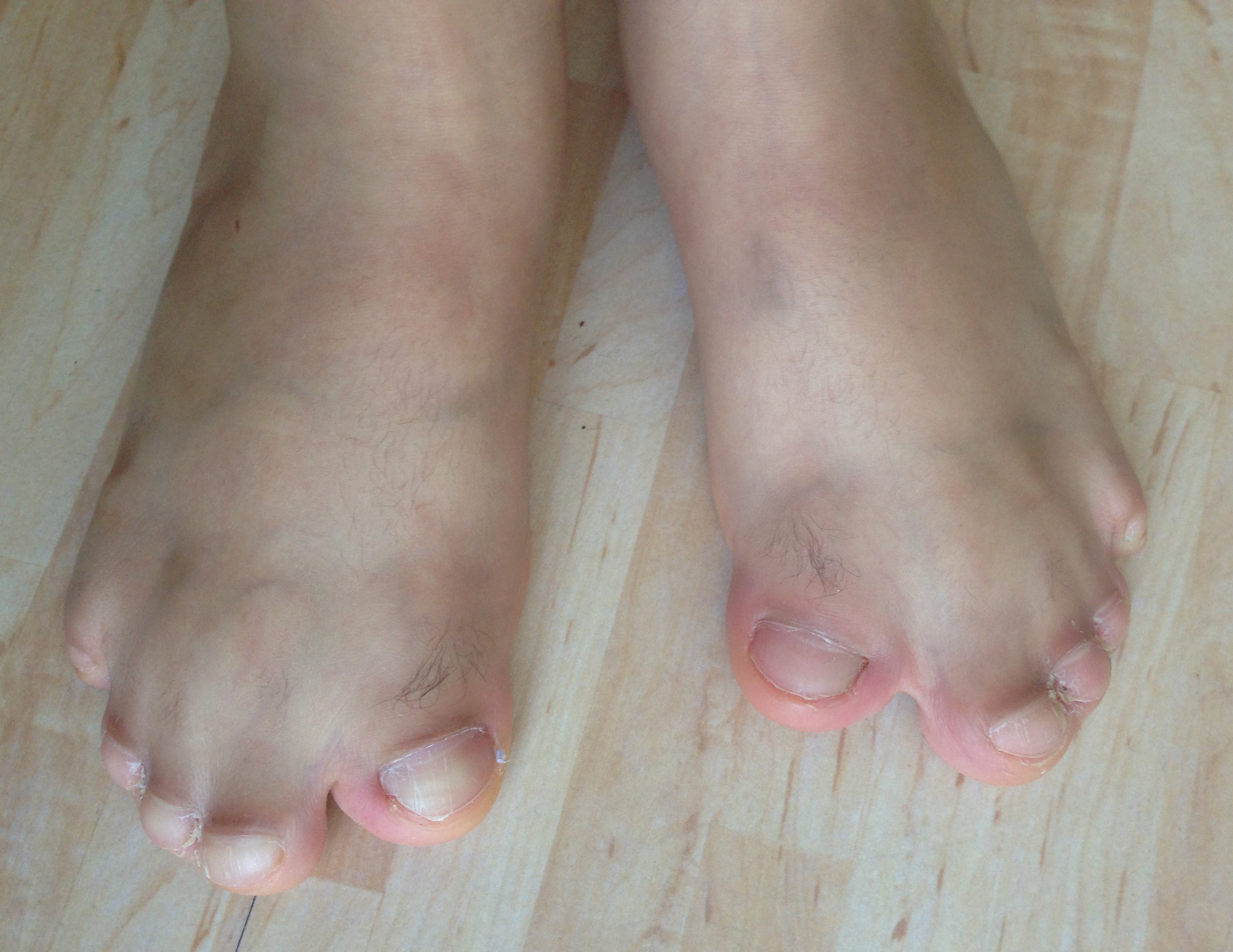
Sindactilia simétrica de pies.

El sinbraquifalangismo comparte características clínicas similares con otros 4 síndromes, que incluyen craneosinostosis en sus características, que dificulta la identificación del diagnóstico. Estos síndromes similares son:
- Síndrome de Carpenter (Kleeblattschädel, deformidad del cráneo en forma de cruce en trébol).
- Enfermedad de Crouzon (disostosis craneofacial).
- Síndrome de Pfeiffer.
- Síndrome de Saethre-Chotzen.[6]

## Detección: Pruebas y exámenes
El método de detección es la ecografía o ultrasonido. Los cambios anatómicos se pueden detectar a las 17 semanas de gestación, lo que permite identificar estos cambios mediante microensayos de sangre periférica, y se han informado interrupciones de embarazos incluso antes de las 20 semanas de gestación. 
Los determinantes ecográficos que despiertan sospechas son la forma anormal de la cabeza de la braquicefalia, la nariz corta y la sindactilia del segundo y quinto dedo de la mano y del pie. El siguiente paso es determinar las mutaciones de FGF-R2 en el ADN de sangre periférica. Las pruebas genéticas pueden confirmar el diagnóstico del sinbraquifalangismo.

## Tratamiento y prevención
Los tratamientos disponibles son principalmente cuidados paliativos quirúrgicos, es decir,  la separación de las conexiones óseas presentes en el cráneo y la sindactilia en la pelvis y los miembros torácicos. Estas cirugías no son curativas, no están exentas de complicaciones y son dominio de los neurocirujanos. 
Sin embargo, existen algunas direcciones interesantes para la investigación sobre la elección médica. Una opción es la proteína Noggin, que antagoniza la proteína morfogenética ósea tipo 4 (BMP4), regulando así su expresión en las células mesenquimales. La proteína Noggin previene el cierre de la sutura craneal y está regulada negativamente en el sinbraquifalangismo. También existe la familia de las calfosfoproteínas C, que son inhibidores de la proteína quinasa C, un factor clave en la señalización anormal en el sinbraquifalangismo.
Esta enfermedad no se puede prevenir, pero si tiene antecedentes familiares de la enfermedad y planea quedar embarazada, el asesoramiento genético puede ser una ayuda. Su médico puede examinar a su bebé para detectar esta enfermedad durante el embarazo.